# Qullpaqucha
Qullpaqucha est un lac situé en Bolivie, situé sur la municipalité de Vacas, province d'Arani, département de Cochabamba. Sa superficie est de 2,3 km2 .